# Charles Wolf
Charles Wolf   (Vorges, 9 de novembre de 1827 - París, 4 de juliol de 1918) va ser un astrònom francès.
L'any 1862, l'astrònom Urbain Le Verrier li ofereix un lloc d'assistent a l'Observatori de París.
El 1867, Charles Wolf i Georges Rayet descobreixen unes estrelles amb potents línies d'emissió a la Constel·lació del Cigne. Aquesta classe d'estrelles seran reconegudes com una classe especial d'objectes i batejades com a estrelles de Wolf-Rayet.
Va ser membre de la Royal Astronomical Society del Regne Unit, títol que li va ser atorgat el 9 de gener de 1874.